# 12284 Pohl
12284 Pohl è un asteroide della fascia principale. Scoperto nel 1991, presenta un'orbita caratterizzata da un semiasse maggiore pari a 3,2014173 UA e da un'eccentricità di 0,1840687, inclinata di 14,63594° rispetto all'eclittica.